# Colombé-la-Fosse
Colombé-la-Fosse è un comune francese di 224 abitanti situato nel dipartimento dell'Aube nella regione del Grand Est.

## Società

### Evoluzione demografica
Abitanti censiti